# Panchromatique

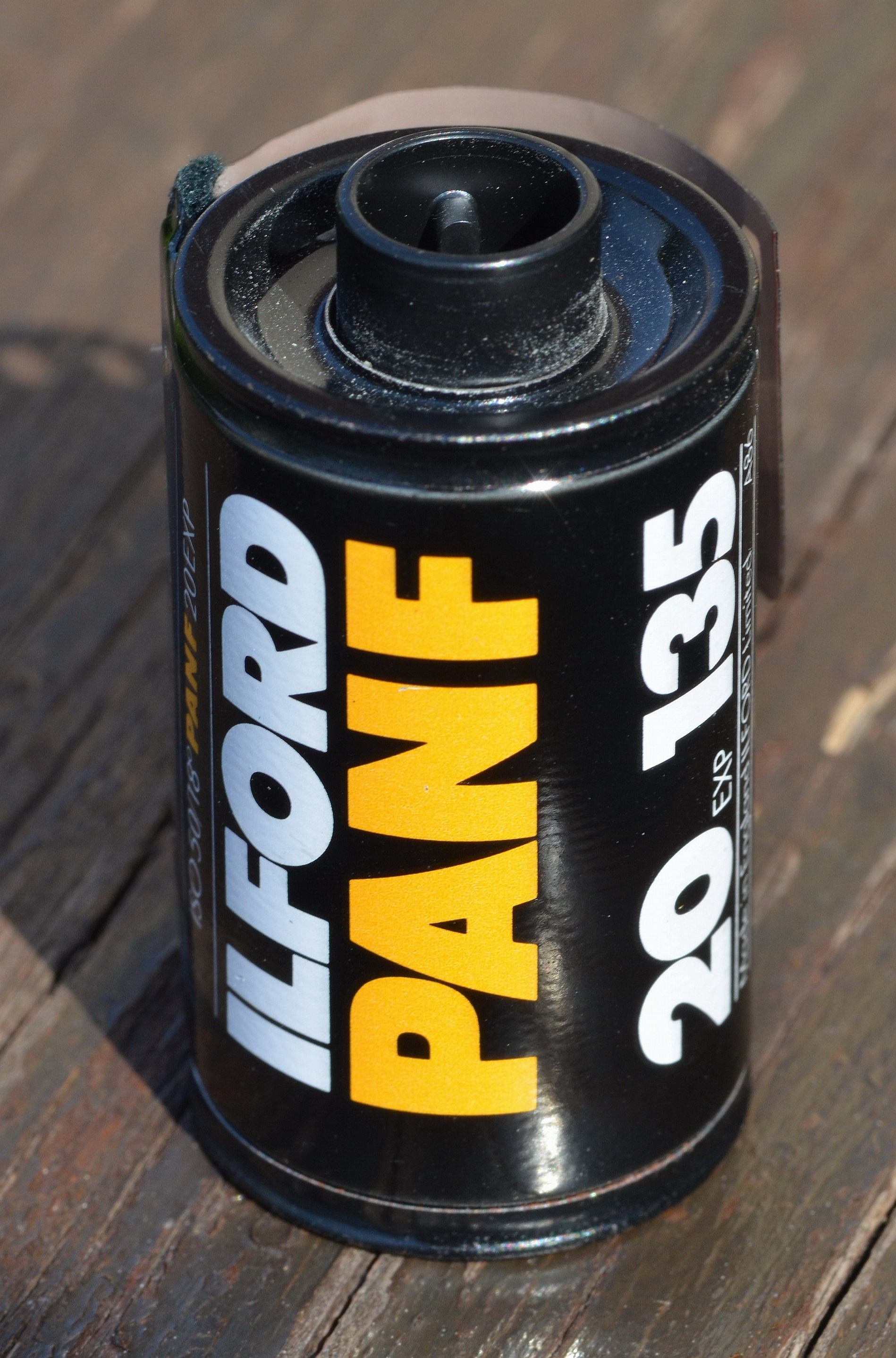
Le nom commercial PAN indique une pellicule noir-et-blanc panchromatique.

On appelle panchromatique (du grec pan, tout et chrôma, couleur) une réponse physico-chimique (émulsion photographique, pigment photosensible, etc.) qui ne discrimine pas les couleurs, c'est-à-dire dont la sensibilité à la longueur d'onde de la lumière est similaire à celle de la vision humaine. Le terme panchromatique s'applique particulièrement à la photographie argentique sans reproduction des couleurs, dite en noir et blanc.

## Sensibilité des émulsions photographiques
Les halogénures d'argent, qui sont le produit sensible à la lumière dans la photographie argentique, sont sensibles principalement au bleu:
|                           | limite basse    | maximum              | limite haute       |
| Vision photopique humaine | 400 nm (violet) | 555 nm (vert-jaune)  | 700 nm (rouge)     |
| Chlorure d'argent         |                 | 365 nm (ultraviolet) | 425 nm (bleu)      |
| Bromure d'argent          |                 | 405 nm (violet)      | 500 nm (bleu-vert) |

Une émulsion sans additifs sensible uniquement au bleu, est dite non chromatisée.
Pour que le rendu d'une scène colorée soit correct, il faut que les valeurs obtenues à la prise de vue correspondent mieux à la sensibilité de la vision humaine. Il faut donc qu'un objet rouge puisse impressionner l'émulsion. On utilise pour cela des colorants, mélangés à la surface sensible. Environ 30 000 produits ont été essayés. Une seule famille est réellement efficace : les cyanines.

Une émulsion sensible au bleu et au vert est dite orthochromatique

Une émulsion dont la sensibilité se rapproche de celle de la vision humaine est dite panchromatique
La sensibilité du film panchromatique doit être proche de la sensibilité spectrale humaine, c'est-à-dire que sa courbe de sensibilité est similaire, pour la lumière visible, à celle de l'efficacité lumineuse spectrale. Tous les films de prise de vue sont en outre sensibles aux radiations invisibles, plus énergétiques que la lumière, ultraviolets, rayons X et rayons gamma, ce qui ne manque pas d'avoir des conséquences pratiques. On utilise des filtres ultraviolets et on doit éviter d'exposer les films à des appareils de contrôle dont le niveau de rayonnement pourrait dépasser le seuil de sensibilité.
Les films de prise de vue infrarouges, basés sur la même chimie, ne sont pas panchromatiques, parce que leur sensibilité est ajustée à leur usage ; on n'a pas cherché à obtenir un rendu des luminosités conforme à la vision humaine, même s'ils sont sensibles à tout le spectre visible, à moins qu'ils ne comportent une couche filtre.

## Panchromatisme et couleur
Les films en couleur comportent trois couches, comprenant des colorants filtres, des colorants coupleurs, et des colorants sensibilisateurs. Aucune de ces couches n'est panchromatique — la sensibilité spectrale de chacune d'entre elles est très différente de celle de la vision humaine — mais ensemble, par synthèse additive des couleurs elles représentent une large collection de couleurs.

## Disponibilité des émulsions panchromatiques
Actuellement, les films photographiques destinés à la prise de vue noir et blanc distribués sur le marché sont panchromatiques.
Les films noir et blanc prévus pour la reproduction sont soit non chromatisés soit orthochromatiques, ce qui permet de les travailler en lumière inactinique au lieu de l'obscurité totale. Ces films sensibles au bleu et au vert ont un grain très fin, mais sont peu sensibles. Ils n'ont guère d'utilité pratique en prise de vues ; les photographes qui souhaitent obtenir leur rendu peuvent utiliser des films filtres bleu-vert absorbant les rayonnements rougeâtres avec un film panchromatique.

### Source
- René Dennilauler, La photographie argentique, Paris, L'auteur, 1990, 2e éd. (Cours dispensé à l'École nationale Louis Lumière).